# Carlos I de Borbón (arzobispo de Ruan)
Carlos I de Borbón (Castillo de La Ferté-sous-Jouarre, 1523 - Fontenay-le-Comte, 9 de mayo de 1590), era hijo de Carlos IV de Borbón y de Francisca de Alençon, también cardenal, arzobispo de Ruan, hermano menor de Antonio de Borbón, el padre de Enrique IV de Francia.
Obispo de Nevers a los 17 años (1540-1545), fue a continuación arzobispo de Ruan entre 1550 y 1590, obispo de Nantes de 1550 a 1554 y legado del papa en Aviñón de 1565 a 1590. En 1584, a la muerte del duque de Alençon, los miembros de la Liga Católica le consideraron heredero al trono de Francia, al excluir de la sucesión a los protestantes. En el secreto Tratado de Joinville del 31 de diciembre de 1584, fue ungido por los líderes de la Liga y un representante de Felipe II de España. 
Enrique III lo hizo detener y encarcelar en el castillo de Blois el 23 de diciembre de 1588. Fue trasladado de un castillo a otro, presumiblemente para evitar que escapara. A la muerte de Enrique III en 1589, la Liga lo proclamó rey mientras aún estaba prisionero en el castillo de Chinon; fue reconocido como "Carlos X" por el parlamento de París el 21 de noviembre de 1589. Su prisión fue considerada demasiado cercana a territorio católico, por lo que fue trasladado de nuevo, esta vez al castillo de Fontenay-le-Comte. La Liga Católica acuñó monedas con su nombre desde el 2 de agosto de 1589 hasta su muerte. Sin embargo, él mismo acabó renunciando al privilegio del título real y reconoció la legitimidad de su sobrino Enrique IV. Murió en el castillo de Fontenay-le-Comte al año siguiente.
Sus cuerpo reposo en el sepulcro familiar de la iglesia de la Cartuja Notre-Dame de Bonne-Espérance que él fundó en 1553. Habiendo sido destruido este establecimiento por un incendio en 1764, la losa de mármol que cubría su tumba fue trasladada a la Iglesia de San Jorge d'Aubevoye donde se puede ver hoy.